# Dwergviltkruid
Dwergviltkruid (Filago minima, synoniem: Logfia minima) is een eenjarige plant die behoort tot de composietenfamilie (Asteraceae). De soort komt voor in Europa. De Nederlandse naam viltkruid heeft de plant te danken aan het feit dat dit, behalve het onderste gedeelte, geheel bedekt is met zeer fijne, witte haartjes, waardoor het lijkt of het plantje beschimmeld is.
De plant wordt 2–15 cm hoog en heeft een gegaffelde stengel met afstaande takken. De lancetvormige blaadjes zijn 3–4 mm lang.
Dwergviltkruid bloeit van juli tot september met 2–3 mm lange, ei- tot kegelvormige hoofdjes. De hoofdjes zitten in kluwens van twee tot zeven bij elkaar. De omwindselblaadjes zijn gekield en de binnenste blaadjes hebben een kale, vliezige, geelachtige top. Het hoofdje heeft geen stroschubjes. De buisbloempjes zijn geelachtig wit. De pappus bestaat uit afvallende haartjes.
Dwergviltkruid komt voor op droge, kalkarme zandgrond.

## Plantengemeenschap
Het dwergviltkruid is een kensoort voor de vogelpootje-associatie (Ornithopodo-Corynephoretum).
Het is tevens een indicatorsoort voor struisgrasvegetaties (ha) subtype Dwerghaververbond, een karteringseenheid in de Biologische Waarderingskaart (BWK) van Vlaanderen en het Brussels Hoofdstedelijk Gewest.